# Château de Malle
Le château de Malle, monument historique et grand cru classé dans la classification officielle des vins de Bordeaux de 1855, est situé sur deux appellations du vignoble bordelais : l'AOC Graves et l'AOC Sauternes.

## Histoire
Le château de Malle est une demeure bâtie au XVIIe siècle pour Jacques de Malle prend le nom de son propriétaire avant d’être confié à Pierre de Malle, conseiller du roi Louis XIV. La grande demeure s'impose devant ses 6 hectares de jardin d’inspiration florentine, ornés de statues symbolisant les travaux de la vigne et du vin, des grandes figures de la mythologie, ou encore, des personnages de la commedia dell'arte. Le tout est enclavé dans un écrin de 38 hectares de vignes en appellations Graves et Sauternes.
La propriété appartient aujourd'hui à Luc Planty et son épouse Clémence.

## Architecture
L'entrée se fait par une grille et la cour d'honneur, ornée de pilastres, est entourée par le logis et les deux ailes en retour terminées par des tours. L'ensemble est classé monument historique depuis le 8 septembre 1949.

## Parc et jardins
Ses jardins à l'italienne formés de terrasses agrémentées de bassins, ornés de statues et nymphées sont classés monuments historiques depuis le 2 décembre 1943.

## Vins
La production du domaine est essentiellement vouée au graves et au sauternes. La production englobe ainsi des vins blancs secs (M de Malle) et liquoreux ainsi que des graves rouges.